# Lathrecista asiatica
Lathrecista asiatica är en trollsländeart. Lathrecista asiatica ingår i släktet Lathrecista och familjen segeltrollsländor. IUCN kategoriserar arten globalt som livskraftig.

## Underarter
Arten delas in i följande underarter:
- L. a. asiatica
- L. a. festa
- L. a. interposita
- L. a. pectoralis
- L. a. simulans
- L. a. terminalis

## Bildgalleri

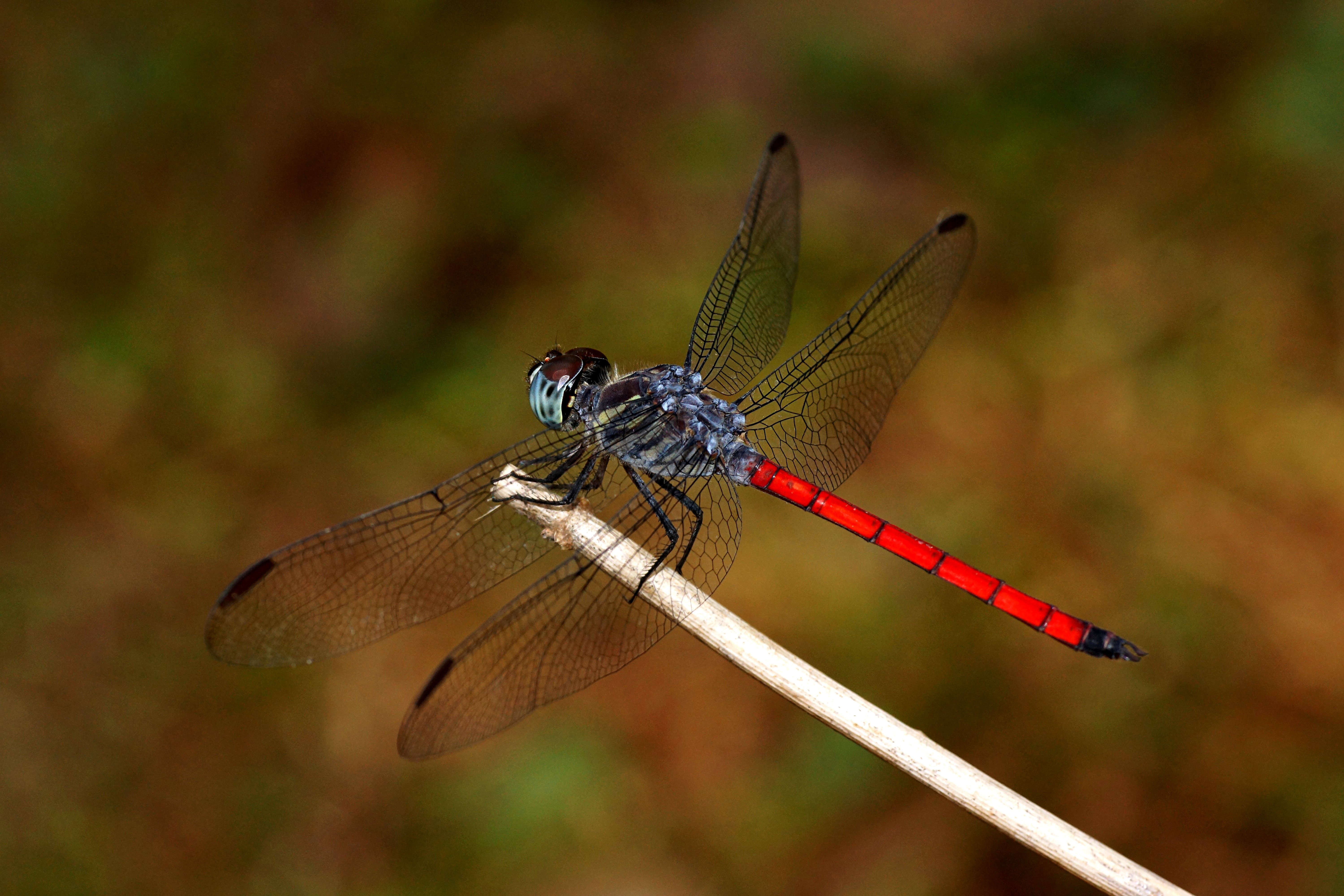
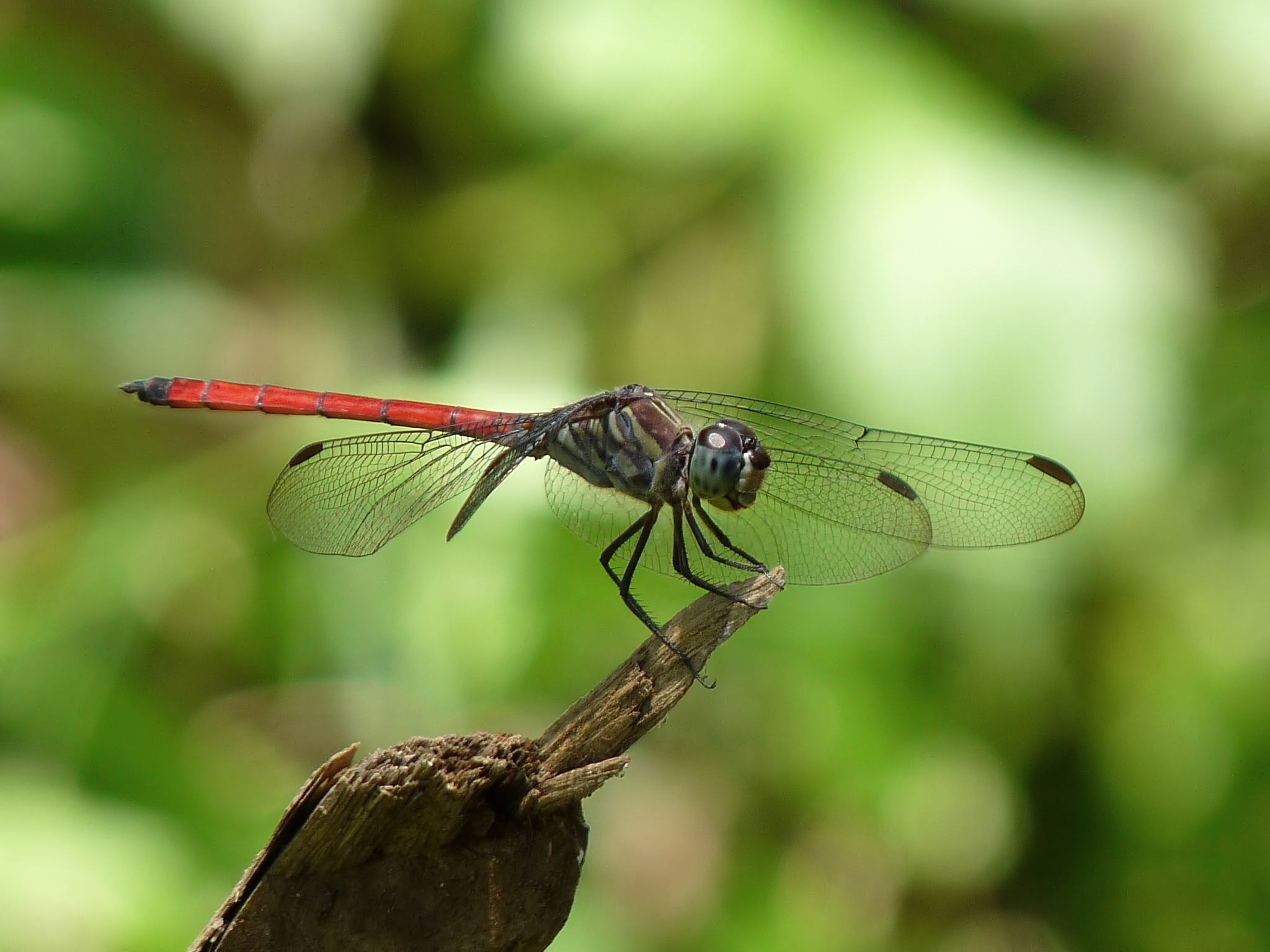
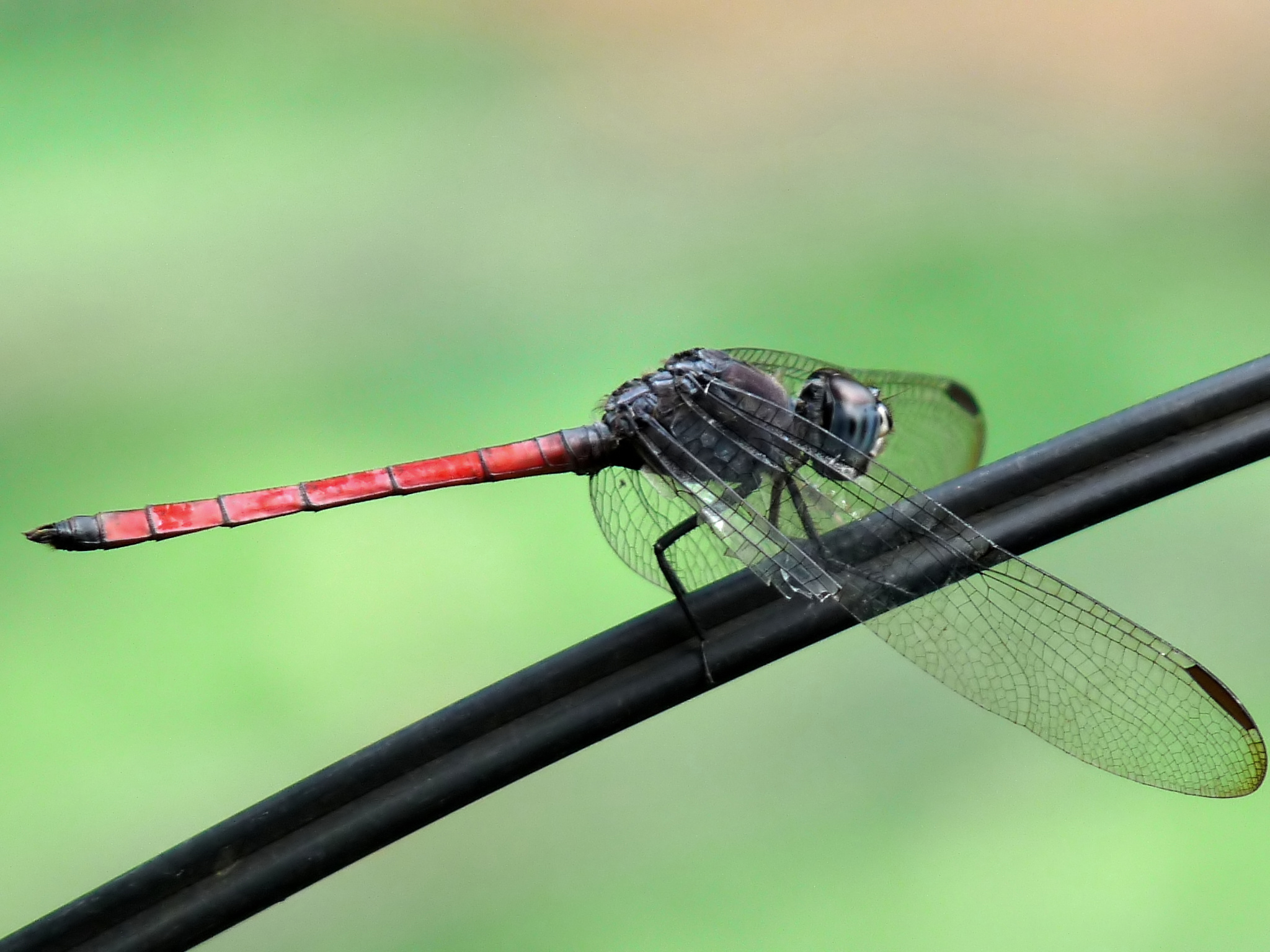